# Хансен, Йенс Горм
Йенс Горм Хансен (дат. Jens Gorm Hansen, род. 2 марта 1976) — датский профессиональный велогонщик, маунтинбайкер, многократный призёр Чемпионата Дании по маунтинбайку в кросс-кантри и MTB-марафоне.

## Карьера
Йенс Горм Хансен с 1992 по 1995 годы проходил обучение в отраслевой консультативной группе (IAG), занимающейся реализацией крупных национальных и международных проектов в области солнечной энергетики, гидроэнергетики, наземной и морской ветроэнергетики, аккумуляторов, линий электропередач и электростанций.
С 1996 по 1997 годы — бакалавр университета северной Флориды на курсе прикладной экономики, стипендиат футбольной ассоциации студентов.
С 1997 по 2002 годы — студент Копенгагенского университета, магистр политологии.
С июля 2000 по май 2005 года работал консультантом в компании Kvistgaard Consult, занимался оценкой и анализом в области энергетики, окружающей среды и сельского развития.
С июня 2005 по август 2007 года — консультант по вопросам управления в компании Orbicon. В его зоне ответственности — анализ и консультации в области окружающей среды, энергетики, сельского развития, оценка, экономический анализ, стратегическое планирование.
С 2006 по 2008 годы обучался управлению инновациями и изменениями в Копенгагенской бизнес-школе.
В 2007 году Хансен был сертифицированным специалистом PRINCE2 в области управления проектами.
С 2007 по 2008 годы обучался экономному управлению в Valcon Acadamy.
С января 2008 по январь 2013 года Хансен работал старшим советником по политическим вопросам в компании Dansk Energi. Занимался связями с общественностью. Фокусировался на политике энергоэффективности, директиве по строительству, централизованном теплоснабжении, возобновляемых источниках энергии.
С января 2013 по август 2015 года — старший менеджер по работе с партнёрами в Norlys Holding. Разрабатывал стратегию и контент в рамках расширяющихся партнёрств SE Big Blue в области устойчивого развития бизнеса, энергетики и климата. Занимался развитием бизнеса и управлением стратегическими клиентами.
С сентября 2015 по май 2017 года — старший разработчик коммерческих программ в компании DONG Energy. Занимался стратегией и развитием бизнеса.
В 2017 году Хансен окончил курс «Корпоративные финансы» факультета менеджмента и стратегии Копенгагенской бизнес-школы.
С июня 2017 по январь 2019 года — ведущий специалист по развитию бизнеса в Ørsted. С января 2019 по апрель 2020 года Хансен был руководителем отдела инноваций в той же компании. Занимался выводом на рынок инновационных, устойчивых энергетических решений, способных поддержать потребителей в их стремлении к «зелёной» трансформации.
С мая 2020 по январь 2023 года Хансен был главным консультантом по стратегии компании Andel. Занимался разработкой и реализацией корпоративной стратегии Andel.
С февраля 2023 года занимается возобновляемой энергетикой и развитием бизнеса в Andel. В его сфере деятельности — инвестиции, разработка проектов и партнёрские отношения в области возобновляемой энергетики в Дании.

### Достижения
2006
36-й на марафоне Glitnir Copenhagen
2008
3-й на MTB Post Cup Finale
2009
8-й на MTBliga.dk, Копенгаген
3-й на MTBliga.dk, Силькеборг
2-й на MTBliga.dk, Вайле
2-й на Чемпионате Дании по маунтинбайку, кросс-кантри
2-й на Чемпионате Дании по маунтинбайку, кросс-кантри марафон
MTBliga.dk, Хёрсхольм
3-й на MTBliga.dk, Ольборг
2010
48-й на Cyprus Sunshine Cup, Ороклини
6-й на Shimanoliga.Dk, Klinteskoven
7-й на Norway MTB Cup, Хортен
3-й на Shimanoliga.Dk, Marielundskoen
5-й на Shimanoliga.Dk, Хольстебро
6-й на Sympatex Bike Festival, Виллинген
2-й на Чемпионате Дании по маунтинбайку, кросс-кантри
2-й на Чемпионате Дании по маунтинбайку, кросс-кантри марафон
44-й на Чемпионате мира по маунтинбайк-марафону
2-й на Shimanoliga.Dk, Geels Skov
4-й на Shimanoliga.Dk, Rold Skov
2011
4-й на MTBliga.dk, Орхус
9-й на MTBliga.dk, Варде
8-й на MTBliga.dk, Marielundskoen
5-й на Чемпионате Дании по маунтинбайку, кросс-кантри
7-й на MTBliga.dk, Ольборг
3-й на Чемпионате Дании по маунтинбайку, кросс-кантри марафон
4-й на MTBliga.dk, Копенгаген
2012
8-й на MTBliga.dk, Орхус
4-й на Чемпионате Дании по маунтинбайку, кросс-кантри
5-й на MTBliga.dk, Копенгаген
4-й на Чемпионате Дании по маунтинбайку, кросс-кантри марафон
2013
5-й на SRAMLIGA — XCO, Силькеборг
6-й на SRAMLIGA — XCO, Варде
4-й на Чемпионате Дании по маунтинбайку, кросс-кантри
3-й на Чемпионате Дании по маунтинбайку, кросс-кантри марафон
2014
6-й на SRAMLIGA, Нествед
4-й на Чемпионате Дании по маунтинбайку, кросс-кантри
17-й на SRAMLIGA, Коллинг
3-й на SRAMLIGA, Хольте
2015
9-й на SRAMLiga, Слагельсе
82-й на 2-м этапе Ronde van Spanje
2016
FITNESSDK MTB 2016
SRAMLiga 2016 — #1 UCI C2, Хаммель
VELOFIT XCM CUP 2016 — MTB (DCU DM), Марселисборг
SRAMLiga 2016 — #3 UCI C2, Варде
DCU DM XCO 2016, Силькеборг
SRAMLiga 2016 — #4 UCI C2, Хольте
SRAMLiga 2016 — #5 + NM UCI C1, Вайле
27-й на Nordic MTB Series (UCI)
2017
Flammen Liga powered by SRAM 2017 #1 DMK
Flammen Liga powered by SRAM 2017 #2, Хольте
HotCup 2017 — 4 Afd. MTB, Грибсков
Flammen Liga powered by SRAM 2017 #4 C1, Силькеборг
2-й на HotCup 2017 — 6 Afd. Finale Stimorol MTB
Flammen Liga powered by SRAM 2017 #5 C1, Вайле
2018
Shimano Ligaen 2018 — #1, Морс
MTBRanders XCM DM 2018
Shimano Ligaen 2018 — #3, Варде
2-й на Arresø Rundt 2018
Shimano Ligaen 2018 — #4, Ольборг
Shimano Ligaen 2018 — #5, Слангеруп
2019
DM / Cycling Odense CykleCros
Shimano Ligaen p/b SIXT 2019 #1, Хольте
DM XCM 2019 — Aarhus MTB
Race Days Vejle p/b SRAM #1
Shimano Ligaen p/b SIXT 2019 #3, Ольборг
Shimano Ligaen 2019 p/b SIXT #4, Копенгаген
2020
DM XCM — 2020, Виборг
3-й на Hvidovre CK DM U23 og Master Linjeløb
DM XCO — 2020, Вайле
2021
18-й на State Energy Race 2021 presented by OCC
6-й на DCU MTB Vissenbjerg — Pre-Liga løb
39-й на Frederiksberg EL Løbet 2021 // PI
Holte MTB DM 2021
10-й на Hansens Cykelløb 2021
Haderslev MTB Challenge XCM — CN/DM XCM 2021
Cyklecross Cup afd. 4 // Skrænten CC & JC Cykelklub
2-й на Cyklecross Cup afd. 5 // Skrænten CC & JC Cykelklub
Cyklecross Cup afd. 6 // Supercross ved Super Arenaen
Cyklecross Cup 8 // Amager CR -dag 1
2022
En Forårsdag i Hell-singør 2022
2-й на Shimano MTB Liga #1 — Odense C2
58-й на HotCup 2022 — 1 Afd. Gribskov MTB
57-й на HotCup 2022 — 2 Afd. Tisvilde Hegn
2023
57-й на Чемпионате Дании по шоссейному велоспорту среди юниоров

## Личная жизнь
В 2010 году Йенс Горм Хансен проживал в пригороде Копенгагена, Хольте, с женой Марией Кьер-Хансен и двумя детьми, Юлиусом (род. 2003) и Дагмар (род. 2008), и помощницей по хозяйству, филиппинкой Адилой Бонгабонг.